# Anna-Sophia Claus
Anna-Sophia Claus (* 31. Mai 1994 in Köln) ist eine deutsche Schauspielerin.

## Leben
Anna-Sophia Claus wurde einem breiten Publikum insbesondere durch die Rolle der Lea Starck in der Fernsehserie Lindenstraße bekannt, die sie seit dem Kindesalter spielte. Bis zum Jahr 2012 besuchte sie eine Realschule. Im Jahr 2014 begann sie eine Ausbildung zur Altenpflegerin. Daneben wirkte sie als Schauspielerin vor der Kamera noch in weiteren Film-und-Fernsehproduktionen mit.

## Filmografie
- 1999–2020: Lindenstraße (Fernsehserie, 310 Folgen)
- 2001: Tatort: Kindstod (Fernsehreihe)
- 2004: Die Wache (Fernsehserie, 1 Folge)
- 2004: Alarm für Cobra 11 – Die Autobahnpolizei (Fernsehserie, 1 Folge)
- 2004: Der Stich des Skorpion
- 2005: Alarm für Cobra 11 – Einsatz für Team 2 (Fernsehserie, 1 Folge)